# دييغو كوبولا
دييغو كوبولا هو لاعب كرة قدم إيطالي في مركز الدفاع، ولد في 28 ديسمبر 2003 في فيرونا في إيطاليا.

## وصلات خارجية
- دييغو كوبولا على موقع قاعدة بيانات كرة القدم.إي يو (الإنجليزية)
- دييغو كوبولا على موقع Soccerbase.com (لاعب) (الإنجليزية)
- دييغو كوبولا على موقع Soccerway.com (الإنجليزية)
- دييغو كوبولا على موقع عالم كرة القدم.نت (الإنجليزية)